# Togo (Schiff, 1938)
Die Togo wurde für die Reederei Woermann als Stückgutfrachter und Kombischiff für 12 Passagiere gebaut, sie lief am 13. August 1938 vom Stapel und kam nach der Ablieferung am 22. September 1938 zusammen mit dem Schwesterschiff Kamerun im Liniendienst nach Westafrika zum Einsatz. Im August 1939 befand sie sich in Douala, Kamerun. Ihr Kapitän Eugene Rousselet bekam dort kurz vor Beginn des Zweiten Weltkrieges eine entsprechende Warnung und den Auftrag zur Heimfahrt. Das Schiff durchbrach die alliierte Seeblockade und erreichte Hamburg am 23. November 1939. Kurz danach wurde es von der Kriegsmarine als Schiff 14 für den Kriegseinsatz requiriert.

## Transporter, Minenschiff, Hilfskreuzer
Das Schiff wurde im April 1940 als Transporter und Werkstattschiff zur Unterstützung der in Norwegen kämpfenden deutschen Invasionstruppen eingesetzt und wurde dabei am 21. April 1940 durch eine von dem britischen U-Boot HMS Narwhal im Kattegat östlich von Skagen gelegte Mine beschädigt. Nach der Reparatur wurde es in Coronel umbenannt, am 14. August 1940 von der Kriegsmarine als Minenschiff (Schiff 14) wieder in Dienst gestellt und in Cherbourg stationiert, um von dort die geplante Invasion Englands zu unterstützen.
Nachdem diese auf unbestimmte Zeit verschoben worden war, erfolgte die Umrüstung zum Hilfskreuzer. Unter der Bezeichnung Handelsstörkreuzer 10 (HSK 10) sollte das Schiff Handelskrieg gegen die Alliierten führen; bei der britischen Royal Navy wurde die Coronel als Raider K bezeichnet. Ihr Einsatz als Hilfskreuzer ab dem Spätjahr 1942 war jedoch nur kurz und erfolglos. Beim Versuch, den Ärmelkanal zu durchqueren, hatte sie zweimal Grundberührung, und ein Bombentreffer führte dann Anfang Februar 1943 endgültig zum Abbruch des Unternehmens.

## Nachtjagdleitschiff

### Ausrüstung
Danach wurde die Coronel zum Nachtjagdleitschiff Togo umgerüstet, um in der Ostsee Nachtjagdstaffeln der Luftwaffe gegen die gegnerischen Bomber zu leiten. Dazu wurde das Schiff mit einem Funkortungsgerät Freya FuMG 321-328, einem Funkmess- und Feuerleitradargerät Würzburg-Riese (Typ FuSE 65G), zwei Y-Peilern „Heinrich“, zwei E-Mess-Geräten „Hans“, einem Funkfeuer, einem Leuchtfeuer, zwei 60-cm-Scheinwerfern und zwei 35-cm-Scheinwerfern ausgestattet. Hinzu kam eine starke Flugabwehrbewaffnung mit drei 10,5-cm-L/63-Flak, vier 3,7-cm-L/57-Flak-Zwillinge, vier (später fünf) 2-cm-L/65-Flak-Vierlinge, drei (später zwei) 2-cm-L/65-Flak in Einzellafetten und vier 8,6-cm-Raketenwerfern (Raketenstartgestell M 42).

### Einsatzgeschichte
Die Togo wurde am 18. August 1943 in Dienst gestellt. Ab September 1943 stand das Schiff bis Kriegsende unter dem Kommando vom Kapitänleutnant/Korvettenkapitän z. V. Rudolf Lück. Die Kriegsmarine stellte das seemännische Personal, und die 22. Kompanie des Luftnachrichten-Regiments 222 der Luftwaffe stellte das nachrichtentechnische Personal. Nach Erprobungs- und Ausbildungsfahrten ging das Schiff am 5. November zu Restarbeiten noch einmal in die Deutschen Werke Kiel. Ab 18. November erfolgten weitere Erprobungen. Dabei wurde das Schiff am 16. Dezember 1943 im Kieler Hafen bei einem Luftangriff von insgesamt 12 Brandbomben getroffen, aber nur leicht beschädigt. Weitere Erprobungen führten das Schiff bis nach Aarhus und Reval.
In der Nacht zum 5. März 1944, nach den drei sowjetischen Großbombardements von Helsinki (6./7., 16./17. und 26./27. Februar) wurde die Togo in den Finnischen Meerbusen geschickt, um dort bis zum 4. Mai 1944 die Luftverteidigung von Helsinki und Reval zu unterstützen. Danach operierte sie bis zum 12. Mai in der Koplibucht, unmittelbar westlich von Reval, ohne dass von dort aus Nachtjäger geführt werden konnten; am 12. Mai kehrte das Schiff daher in den finnischen Meerbusen zurück. Vom 1. bis 26. Juni lag das Schiff zu Werftarbeiten in Gotenhafen. Am 1. Juli verließ die Togo Gotenhafen und verlegte nach Nötö im Südosten der Ålandinseln vor dem Bottnischen Meerbusen, wo sie den Funkmess-Schutz der dort liegenden Marineeinheiten, darunter insbesondere der drei Schweren Kreuzer Lützow, Admiral Scheer und Prinz Eugen, übernahm; dazu unterstand das Schiff operativ der Luftflotte 1. Die Kreuzer verließen den Stützpunkt am 8. Juli, aber die Togo blieb noch bis zum 20. Juli als schwimmende Flugmeldestelle in Nötö. Dann wurde sie von dem Zerstörer Z 28 abgelöst. Beim Rückmarsch nach Libau übernahm sie von dem Torpedoboot T 196 etwa 400 Überlebende des am 16. Juli 1944 bei Kotka von sowjetischen Flugzeugen versenkten Flak-Kreuzers Niobe, mit denen sie am 21. Juli Libau erreichte. Bei der deutschen Räumung Libaus brachte die Togo am 29. Juli Nachschubgüter, 246 Verwundete und etwa 450 Flüchtlinge nach Gotenhafen, das sie am 31. Juli erreichte.
Danach versah sie wieder Dienst als Jägerleitschiff, obwohl weder Tag- noch Nachtjäger zur Verfügung standen. Am 23./24. Oktober verlegte die Togo nach Pillau, wo sie dem Jagdfliegerführer (Jafü) Ostpreußen zur Verfügung gestellt und im Königsberger Seekanal eingesetzt wurde. Ab dem 21. Dezember unterstand die Togo der Luftflotte Reich bzw. der 2. Jagd-Division.
Vom 1. bis 4. Januar 1945 wurden die Ortungsanlagen des Schiffs in Kiel auf die Ortung von Tieffliegern umgerüstet. Danach ging das Schiff am 21. Januar auf eine Einsatzposition im Großen Belt, verlegte dann aber bereits am 28. Januar nach Pillau, das am 31. Januar erreicht wurde. Dort übernahm die Togo den Stab des Jafü Ostpreußen und eine größere Anzahl Flüchtlinge. Bereits am 1. Februar wurde der Stab des Jafü Ostpreußen wieder entladen, da dieser im Erdkampf eingesetzt werden sollte. Stattdessen wurden weitere Flüchtlinge aufgenommen. Am Abend des 1. Februar verließ das Schiff mit rund 2.000 Flüchtlingen an Bord Pillau und erreichte am 3. Februar Gotenhafen. Am 4. Februar lief die Togo nach Pillau zurück, um weitere Flüchtlinge aufzunehmen, und kehrte bereits am 5. Februar mit diesen nach Gotenhafen zurück. Erst am 8. Februar konnten die Flüchtlinge dann in Danzig von Bord gegeben werden. Am 11. Februar lief die Togo nach Pillau zurück, um hier wieder die Luftmelde- und Jägerführungsaufgaben zu übernehmen. Am 15. März verlegte sie zunächst nach Hela und ankerte anschließend auf der Reede von Gotenhafen. Am 20. März übernahm sie Verwundete und lief vom 21. bis 23. März zusammen mit dem Linienschiff Schlesien nach Swinemünde. Da die Verwundeten dort nicht ausgeschifft werden konnten, lief die Togo am 25. März weiter nach Kiel, wo die Soldaten ausgeladen wurden. Am 4. April wurde das Schiff bei einem Luftangriff auf Kiel beschädigt. Wegen Treibstoffknappheit konnte es auch in den folgenden Tagen nicht auslaufen. Mit Schlepperhilfe wurde es am 10. April in den Nordhafen verlegt. Ab dem 20. April wurden sowohl Teile der Luftwaffenbesatzung als auch Teile der Stammbesatzung an Land gegeben, um im Erdkampf eingesetzt zu werden. Am 3. Mai lief die Togo aus Kiel aus, um auf der Kieler Reede zu ankern. Dort wurde sie am 4. Mai 1945 von den Briten übernommen. Bis Mitte August verblieb eine Restbesatzung an Bord.

## Verbleib

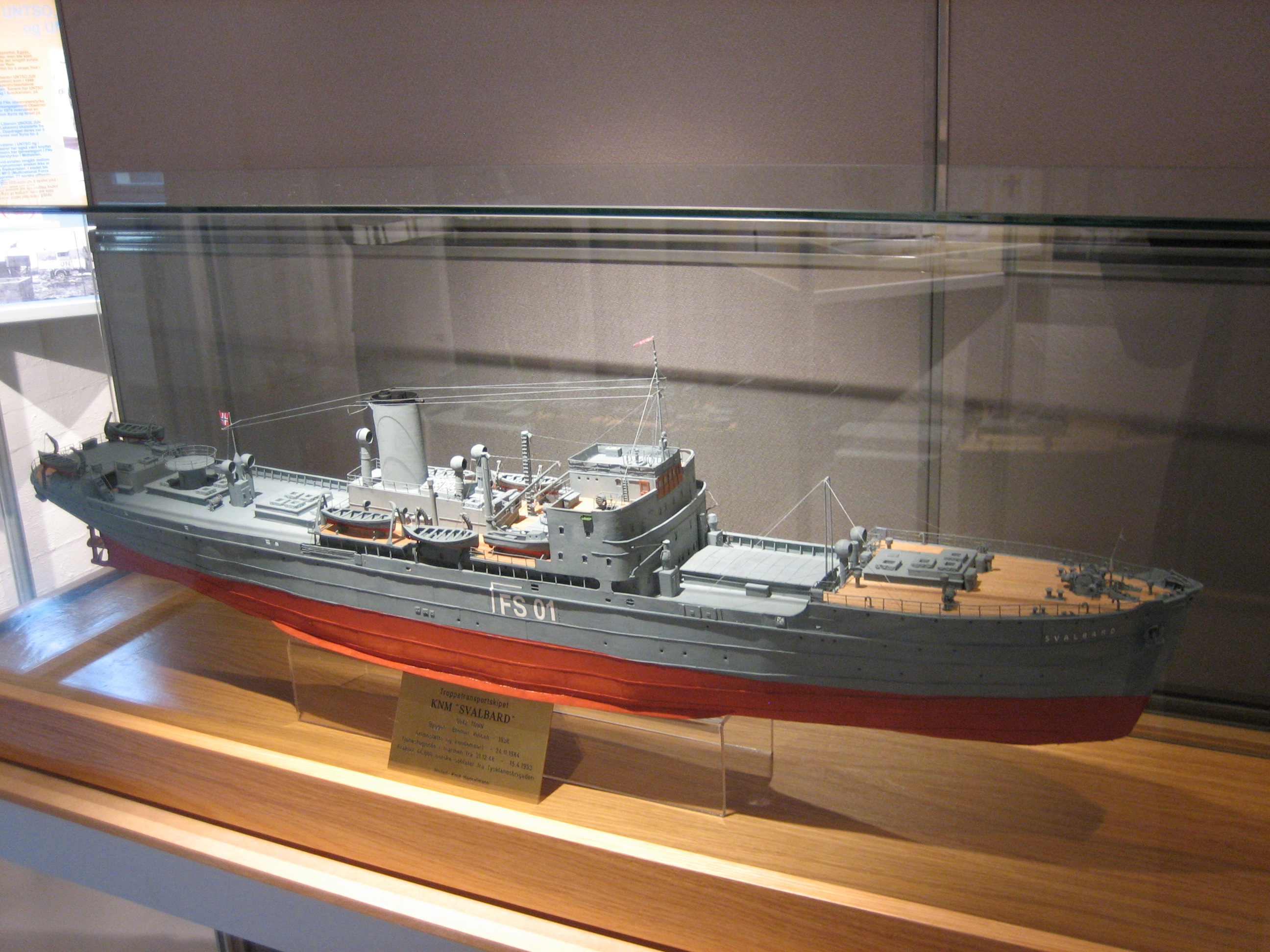
Modell des Truppentransporters Svalbard (ex-Togo) im Museum der Festung Bergenhus

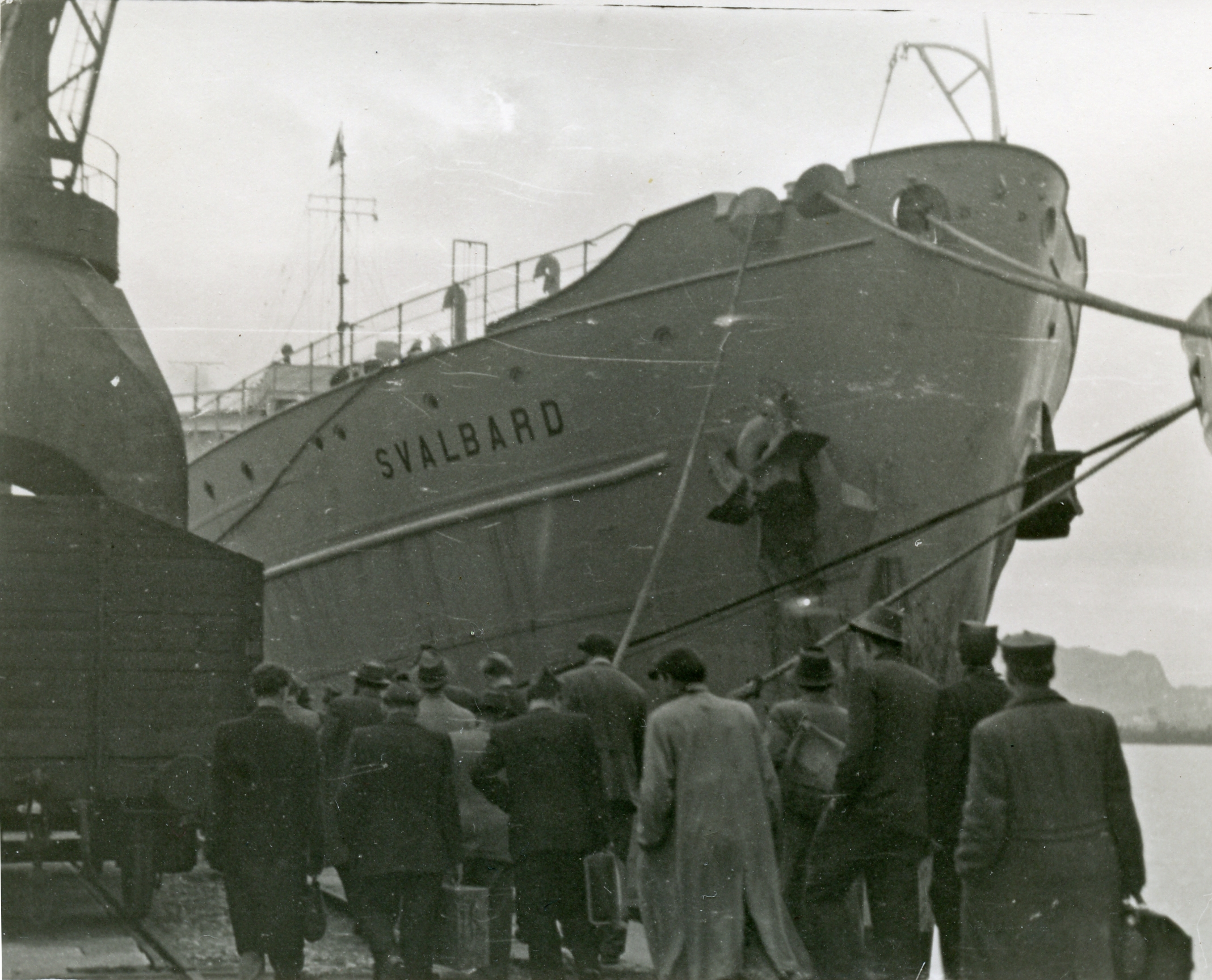
Displaced Persons gehen im Dezember 1948 in Genua an Bord der Svalbard, um nach Australien gebracht zu werden

Nach dem Krieg wurde die Togo zunächst von Großbritannien als Kriegsbeute beschlagnahmt, dann aber am 15. Januar 1946 den Vereinigten Staaten zugesprochen, die das Schiff zur Heimführung ehemaliger polnischer Kriegsgefangener einsetzten. Am 14. März 1946 wurde das Schiff an Norwegen weitergegeben. Die norwegische Marine nannte es im Dezember in Svalbard um und nutzte es bis 1954 als Truppentransporter. Seine Passagierkapazität war inzwischen auf 900 Personen erhöht worden, und von Dezember 1947 bis Dezember 1949 wurde die Svalbard von der Internationalen Flüchtlingsorganisation zum Transport von Displaced Persons aus Europa nach Nordamerika und Australien gechartert.
Nach einer zweijährigen Nutzung von 1954 bis 1956 durch norwegische Reedereien unter den Namen Tilthorn (April 1954) und Stella Marina (Juli 1954) kauften die Deutschen Afrika-Linien das Schiff im November 1956 zurück und setzten es nach Runderneuerung bis 1968 wieder unter seinem alten Namen im Afrika-Dienst ein.
Im März 1968 wurde die Togo an die Taboga Enterprises Inc. in Panama verkauft und in Lacasielle umbenannt. Im April 1976 erfolgte ein erneuter Verkauf, diesmal an die Caribbean Real Estate SA in Panama, und die Umbenennung in Topeka. Ein letzter Verkauf erfolgte 1984 an die Lineas Agromar Ltd. Als Trampschiff fuhr die Topeka dann noch bis zum 21. November 1984, als sie an der mexikanischen Küste in der Nähe von Coatzacoalcos auf der Position 18° 10′ N, 94° 19′ W in einem Sturm strandete. Zwei Mann ihrer 27-köpfigen Besatzung kamen dabei ums Leben.